# Cleome lanceolata
Cleome lanceolata är en paradisblomsterväxtart. Cleome lanceolata ingår i släktet paradisblomstersläktet, och familjen paradisblomsterväxter.

## Underarter
Arten delas in i följande underarter:
- C. l. lanceolata
- C. l. oaxacana
- C. l. paraguensis